# YZ Андромеды
YZ Андромеды (лат. YZ Andromedae) — одиночная переменная звезда в созвездии Андромеды на расстоянии приблизительно 1973 световых лет (около 605 парсеков) от Солнца. Видимая звёздная величина звезды — от +15,9m до +9,7m.

## Характеристики
YZ Андромеды — красная пульсирующая переменная звезда, мирида (M) спектрального класса M5e. Эффективная температура — около 3294 K.